# Adriaan van Mierlo
Adriaan André Gerardus (Adriaan) van Mierlo (Tilburg, 12 maart 1942) is een Nederlands voormalig politicus voor de PvdA.

## Loopbaan
Van Mierlo studeerde werktuigbouwkunde, koeltechniek en meet- en regeltechniek aan de Hogere technische school. Hij werd docent applicatiecursus aan een mts. In 1969 werd hij meet- en regeltechnicus aan de Technische Hogeschool in Eindhoven, hij was er vervolgens bestuurslid (1977-1991) en directeur (1981-1997) van de faculteit Scheikundige Technologie en directeur Facilitair Bedrijf (1997-2000). Sinds 2010 is hij directeur van een kenniscentrum voor duurzame ontwikkeling van bouwen, wonen en werken.
In zijn politieke loopbaan was hij lid van de Provinciale Staten van Noord-Brabant (1974-1980). In 1977 was Van Mierlo ruim drie maanden als 'invaller' lid van de Tweede Kamer. Hij verving Bram Stemerdink, die in september 1977 na drie maanden Kamerlidmaatschap en ministerschap gecombineerd te hebben, ervoor koos minister te blijven. Toen de PvdA niet terugkeerde in het kabinet, maakte Van Mierlo weer plaats voor Stemerdink. Hij was gemeenteraadslid (1998-2006) en wethouder van Heusden (2006-2010). In 2010 zette hij een punt achter zijn carrière in de politiek.
- Parlement.com: vg09lli99lzs